# Is Having a Wonderful Time
Is Having a Wonderful Time je studiové album amerického hudebníka Geoffa Muldaura, vydané v roce 1975 u vydavatelství Reprise Records. Na albu se podílelo více než padesát hudebníků; patří mezi ně například jazzoví hudebníci Lew Soloff, Joe Farrell a Frank Wess nebo také violista John Cale, na jehož albu Slow Dazzle, vydaném rovněž roku 1975, Muldaur zpíval doprovodné vokály.

## Seznam skladeb
| Pořadí | Název                                            | Délka |
| ------ | ------------------------------------------------ | ----- |
| 1.     | Livin' in the Sunlight (Lovin' in the Moonlight) | 2:56  |
| 2.     | Gee Baby, Ain't I Good to You                    | 3:49  |
| 3.     | 99 1/2                                           | 3:49  |
| 4.     | I Want to Be a Sailor“ / „Why Should I Love You? | 10:30 |
| 5.     | Higher & Higher                                  | 3:41  |
| 6.     | Wondering Why                                    | 3:04  |
| 7.     | Jailbird Love Song                               | 3:54  |
| 8.     | High Blood Pressure                              | 3:19  |
| 9.     | Tennessee Blues                                  | 3:33  |

## Obsazení
- Geoff Muldaur – zpěv, kytara, mandolína, celesta, klavír, aranžmá
- Charles Williams – altsaxofon v „Why Should I Love You?“
- Frank Wess – altsaxofon v „High Blood Pressure“
- George Dorsey – altsaxofon v „Livin' in the Sunlight (Lovin' in the Moonlight)“
- Russel Procope – altsaxofon v „Livin' in the Sunlight (Lovin' in the Moonlight)“
- Seldon Powell – barytonsaxofon v „Why Should I Love You?“ a „High Blood Pressure“, tenorsaxofon v „Livin' in the Sunlight (Lovin' in the Moonlight)“
- Bob Siggins – banjo v „Jailbird Love Song“
- Jimmy Shirley – banjo v „Livin' in the Sunlight (Lovin' in the Moonlight)“
- Gus Bivona – basklarinet v „Wondering Why“
- Howard Johnson – bassaxofon v „Livin' in the Sunlight (Lovin' in the Moonlight)“, aranžmá „Wondering Why“
- Graham Lyons – fagot v „Gee Baby Ain't I Good to You“
- Harold Vick – tenorsaxofon v „Why Should I Love You?“ a „High Blood Pressure“
- Lionel Kingham – tenorsaxofon v „Higher & Higher“
- Lloyd Smith – tenorsaxofon v „Higher & Higher“
- Bob Wilbur – klarinet v „Gee Baby Ain't I Good to You“ a „Wondering Why“, sopránsaxofon v „Livin' in the Sunlight (Lovin' in the Moonlight)“
- Kenneth Berger – klarinet v „Wondering Why“
- Romeo Penque – klarinet v „Wondering Why“
- Bernard Purdie – bicí v „99 1/2“, „Why Should I Love You?“, „Higher & Higher“ a „High Blood Pressure“
- Christopher Parker – bicí v „Gee Baby Ain't I Good to You“
- Eddie Locke – bicí v „Livin' in the Sunlight (Lovin' in the Moonlight)“
- Paul Humphrey – bicí v „Wondering Why“
- Merle Saunders – elektrické piano v „Wondering Why“, varhany v „Higher & Higher“
- Maria Muldaur – housle v „Jailbird Love Song“
- Lewis Soloff – křídlovka v „Wondering Why“, trubka v „Wondering Why“
- Ed Daniels – flétna v „Gee Baby Ain't I Good to You“
- John Clark – francouzský roh v „Wondering Why“
- Peter Gordon – francouzský roh v „Wondering Why“
- Amos Garrett – kytara v „Gee Baby Ain't I Good to You“, „99 1/2“, „Why Should I Love You?“ a „High Blood Pressure“, doprovodné vokály v „Livin' in the Sunlight (Lovin' in the Moonlight)“, aranžmá „Livin' in the Sunlight (Lovin' in the Moonlight)“
- Bill Butler – kytara v „Higher & Higher“
- Cornell Dupree – kytara v „99 1/2“, „Why Should I Love You?“, „Higher & Higher“ a „High Blood Pressure“
- Stephen Bruton – kytara v „Why Should I Love You?“ a „Jailbird Love Song“, zpěv v „Jailbird Love Song“
- Richard Thompson – kytara v „Tennessee Blues“
- David Simon – harmonika v „Jailbird Love Song“
- Fritz Richmond – konev v „Jailbird Love Song“
- Joe Farrell – hoboj v „Gee Baby Ain't I Good to You“
- James Booker – varhany v „99 1/2“, klavír v „High Blood Pressure“
- Bill Keith – pedálová steel kytara v „Gee Baby Ain't I Good to You“
- Densil Lang – perkuse v „Higher & Higher“, zpěv v „Higher & Higher“
- Patti Bone – klavír v „Livin' in the Sunlight (Lovin' in the Moonlight)“
- Benny Morton – pozoun v „Livin' in the Sunlight (Lovin' in the Moonlight)“
- Quentin Jackson – pozoun v „Livin' in the Sunlight (Lovin' in the Moonlight)“
- Earl McIntyre – baspozoun v „Wondering Why“
- Doc Cheatam – trubka v „Livin' in the Sunlight (Lovin' in the Moonlight)“
- Edward Williams – trubka v „High Blood Pressure“
- Hersel Holder – trubka v „Higher & Higher“, aranžmá „Higher & Higher“
- Jimmy Nottingham – trubka v „Livin' in the Sunlight (Lovin' in the Moonlight)“
- Taft Jordan – trubka v „Livin' in the Sunlight (Lovin' in the Moonlight)“
- Don Butterfield – tuba v „Livin' in the Sunlight (Lovin' in the Moonlight)“
- John Cale – viola v „Higher & Higher“
- Billy Rich – basa v „99 1/2“, „Why Should I Love You?“ a „High Blood Pressure“
- Gerald Jemmot – basa v „Higher & Higher“
- Ron Carter – basa v „Gee Baby Ain't I Good to You“ a „Wondering Why“
- The Capitol City Stars – zpěv v „99 1/2“
- David Simon – zpěv v „Jailbird Love Song“
- Jenny Muldaur – zpěv v „Tennessee Blues“
- Maria Muldaur – zpěv v „Tennessee Blues“
- Paul Owens – zpěv v „99 1/2“
- Greg Prestopino – doprovodné vokály v „Livin' in the Sunlight (Lovin' in the Moonlight)“
- Harry Robinson – dirigent v „Why Should I Love You?“, aranžmá „Why Should I Love You?“
- Benny Carter – aranžmá „Livin' in the Sunlight (Lovin' in the Moonlight)“